# 遂安桂氏
遂安桂氏（スアンゲし、朝鮮語: 수안계씨）は、朝鮮の氏族の一つ。本貫は黄海北道遂安郡である。2015年の調査では、6,056人である。
始祖は、中国明出身で、李氏朝鮮に帰化した桂碩遜である。桂碩遜は、明で礼部侍郎を務めていた時に、朱元璋の命令で、李氏朝鮮に礼学を伝授するため派遣、帰化した後、遂安伯に封ぜられ、遂安桂氏を創始した。

## 集姓村
- 平安北道宣川郡[2]